# Saint-Hilaire-sur-Helpe
Saint-Hilaire-sur-Helpe és un municipi francès, situat a la regió dels Alts de França, al departament del Nord. L'any 2006 tenia 774 habitants. Administrativament formà part de l'Avesnois, geològicament de la regió de les Ardenes, històricament de l'Hainaut i els seus paisatges formen part de la Thiérache.
Es troba a 100 km de Lilla, Brussel·les o Reims (Marne), a 45 km de Valenciennes, Mons (B) o Charleroi (B) i a 4 km d'Avesnes-sur-Helpe.

## Demografia
| 1962                                       | 1968 | 1975 | 1982 | 1990 | 1999 |
| ------------------------------------------ | ---- | ---- | ---- | ---- | ---- |
| 903                                        | 915  | 842  | 833  | 846  | 779  |
| Des de 1962: població sense dobles comptes |      |      |      |      |      |

## Administració
| Període | Identitat         | Partit |
| ------- | ----------------- | ------ |
| 2001-   | Michel Coupillaud | PS     |